# Тальони, Мария
Мари́я Тальо́ни (итал. Maria Taglioni; 23 апреля 1804, Стокгольм — 22 апреля 1884, Марсель) — прославленная балерина XIX века, представительница итальянской балетной династии Тальони в третьем поколении, одна из центральных фигур балета эпохи романтизма.

## Биография
Мария родилась в семье балетмейстера и хореографа Филиппо Тальони. Внучка придворного певца Кристофера Кристиана Карстена, солиста Королевской оперы в Стокгольме. Девочка не обладала ни балетной фигурой, ни привлекательной внешностью. Несмотря на это, отец решил сделать из неё балерину. Мария училась в Вене, Стокгольме, а затем в Париже у Франсуа Кулона. Позже отец занимался с Марией сам. В 1822 году он поставил балет «Приём молодой нимфы ко дворцу Терпсихоры», с которым Мария дебютировала в Вене. Танцовщица отказалась от присущих в то время балету тяжёлых нарядов, париков и грима, выходя на сцену только в скромном лёгком платье.
Парижскую публику Мария покорила в 1827 году в «Венецианском карнавале», с тех пор она часто танцевала в парижской Опере. Затем она танцевала в Лондоне, в театре Ковент-Гарден. В марте 1832 года в парижской Опере состоялась премьера балета «Сильфида», ознаменовавшего начало эпохи балетного романтизма, неотъемлемыми атрибутами которого стали белое балетное платье с юбкой-пачкой и танец на пуантах.
Следующие пятнадцать лет Мария Тальони гастролировала по всей Европе: от Лондона до Берлина и от Милана до Санкт-Петербурга. Её репертуар состоял, главным образом, из постановок отца. Лучшие роли её были в балетах: «Бог и баядерка», «Сильфида», «Зефир и Флора». По свидетельству очевидцев, танцы Тальони были воплощением грации и изящества. В то же время Авдотья Панаева вспоминала о посещении стареющей «звездой» петербургского балетного училища:

Тальони днём была очень некрасива, худенькая-прехуденькая, с маленьким жёлтым лицом в мелких морщинках. Я краснела за воспитанниц, которые после танцев окружали Тальони и, придавая своему голосу умиленное выражение, говорили ей: «Какая ты рожа! какая ты сморщенная»!
Тальони, воображая, что они говорят ей комплименты, кивала им с улыбкой головой и отвечала:
— Merci, mes enfants!

В 1832 году Мария вышла замуж за графа де Вуазена, но продолжала носить девичью фамилию и не оставила сцены. В петербургском сезоне 1839—1840 годов она участвовала в 55 спектаклях из 86, а в сезоне 1840—1841 — в 50 из 75.
Закончив выступления в 1847 году, она продолжала давать уроки балета. Жила преимущественно на виллах Италии. В Венеции ей принадлежал дворец Ка-д’Оро, который по её заказу был сильно перестроен согласно моде и его историческому облику был нанесён серьёзный ущерб. Некоторое время сожительствовала с русским князем А. В. Трубецким, от которого родила сына. Князь Трубецкой позднее женился на её дочери от брака с Вуазеном.
Тальони вернулась во Францию в 1859 году, чтобы вести в парижской Опере класс усовершенствования балерин. В 1860 году она поставила для своей ученицы Эммы Ливри балет «Бабочка» на музыку Жака Оффенбаха и либретто Анри де Сен-Жоржа. Спектакль, ставший её единственной балетмейстерской работой, имел шумный успех, однако быстро сошёл со сцены из-за трагического происшествия с Ливри.
В 1860—1870 годах руководила Балетной школой Парижской оперы.
Мария Тальони умерла в 1884 году в Марселе и похоронена на кладбище Сен-Шарль; позже перезахоронена в могиле сына на кладбище Пер-Лашез. По ошибке, могилу балерины обычно ищут на кладбище Монмартра, где похоронена её мать, София Тальони. Среди молодых танцовщиков установился обычай оставлять свои первые пуанты именно на этой «псевдомогиле» балерины. На настоящей могиле Тальони люди тоже оставляют туфельки, но не в таком количестве. На надгробии могилы Тальони следующая эпитафия: «Земля, не дави на неё слишком сильно, ведь она так легко ступала по тебе» (Ô terre ne pèse pas trop sur elle, elle a si peu pesé sur toi).

## Признание
В 1833 году садовник Пеан-Сильвен представил во Франции новый сорт чайной розы белого цвета с розовой сердцевиной, которому дал название «Тальони».
В 1985 году в её честь назван кратер Тальони на Венере.

## Образ в искусстве

Паоло Тальони с сестрой балериной Марией Тальони в балете «La Sylphide». Художник Ф. Леполь (1832)

В 1836 году Уильям Теккерей под псевдонимом Теофиль Вагстаф издал в Лондоне книгу «Флора и Зефир», представлявшую собой сборник карикатур на Тальони и её партнёра Альбера, гастролировавших в лондонском Королевском театре в 1833 году. Обложка пародировала знаменитую литографию Шалона, изображающую Тальони в роли Флоры:338.
В 1838 году в Санкт-Петербурге был поставлен «анекдотический водевиль» Петра Каратыгина «Ложа 1-го яруса на последний дебют Тальони». 
Портрет Тальони с обозначением года её дебюта (1828, в действительности дебютировала в 1827-м), написанный Гюставом Буланже, располагается на фризе Танцевального фойе Гранд-Опера среди других двадцати портретов выдающихся танцовщиц Оперы конца XVII — середины XIX веков.

## Репертуар

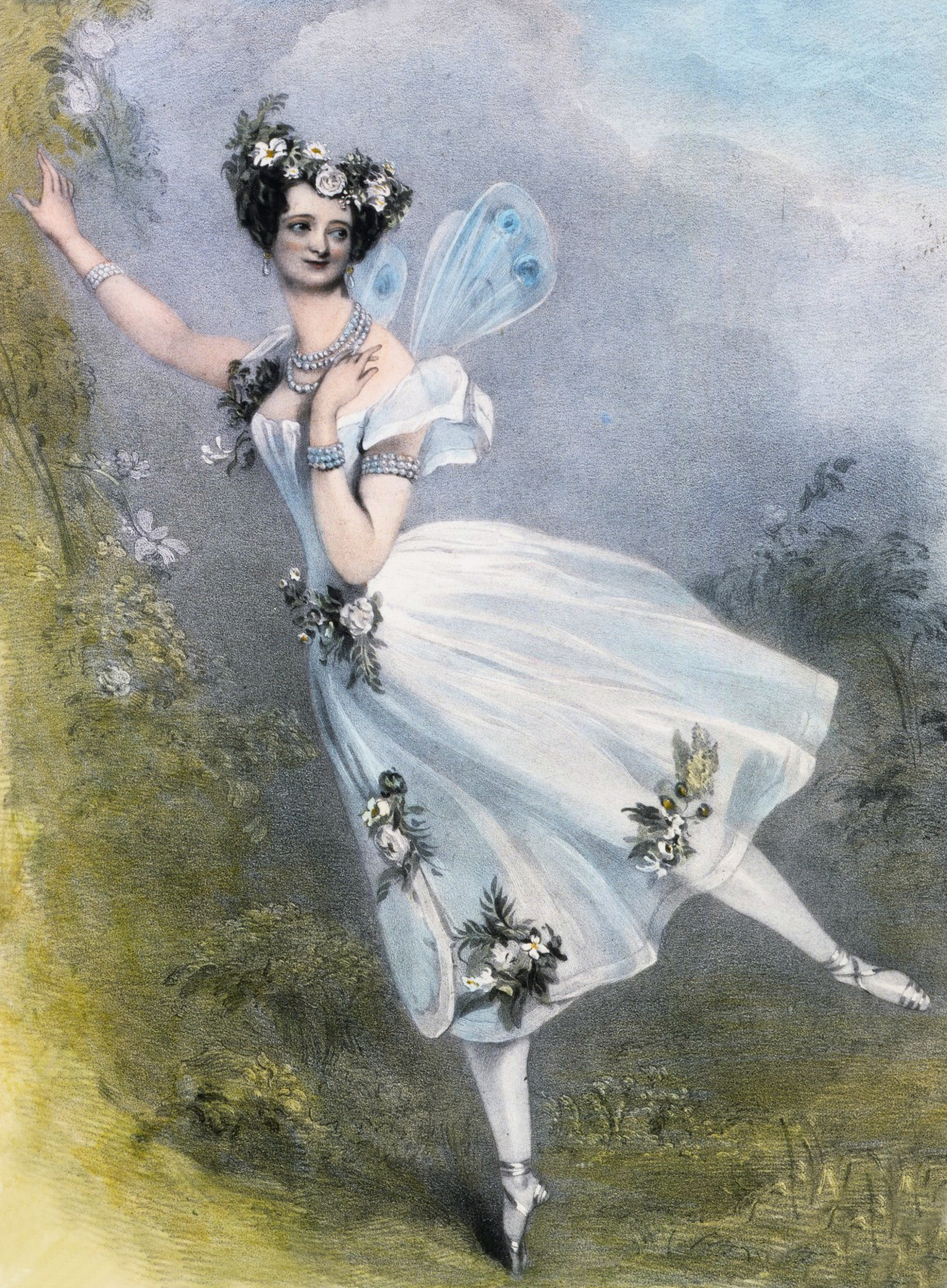
Мария Тальони в балете «Зефир и Флора» Шарля Луи Дидло

Гофтеатр, Вена
- 10 июня 1822 — Нимфа, «Приём юной нимфы ко двору Терпсихоры»*
- 17 декабря 1822 — «Прекрасная Арсена», хореография Луи Анри на сборную музыку
- август 1823 — «Амазонки», хореография Луи Анри на сборную музыку
- Pas de châle, концертный номер
- 29 мая 1824 — Венера, «Психея» Армана Вестриса

Театр Штутгарта
- «Пробуждение Венеры Амуром»
- «Праздник в гареме»
- Pas de deux* (партнёр — Поль Тальони)
- 1825—1826 — Викторина, «Ярмарка»* (Йеронимо — Джузеппе Турчи (Турчетто); Амазонка, «Меч и копьё»*
- 12 марта 1826 — Данина, «Данина, или Жоко, бразильская обезьяна»* (Дон Меаро — Антон Штюльмюллер)[* 2]
- Аглая, «Аглая»*

Парижская Опера
- 23 июля 1827 — вставное pas de deux* на музыку Йозефа Майзедера, премьера балета Анатоля Пети «Сицилиец» (партнёр — Поль Тальони)
- «Цена танца», вставной номер в опере Гаспаре Спонтини «Весталка»
- вставное pas de deux* в балете Жана-Батиста Блаша «Марс и Венера, или Сети Вулкана»
- 2 июля 1828 — Лидия, «Лидия» Жана-Пьера Омера, музыка Луи Герольда
- 29 августа 1828 — Венера, «Марс и Венера, или Сети Вулкана» Жана-Батиста Блаша
- 17 декабря 1828 — Золушка, «Золушка» Альбера
- 23 февраля 1829 — Психея, «Психея» Пьера Гарделя, музыка Жана Шнейцхоффера[* 3]
- 27 апреля 1829 — Повелительница наяд, «Красавица спящего леса» Жана-Пьера Омера, музыка Луи Герольда
- 3 августа 1829 — Тирольский танец, премьера оперы Джоаккино Россини «Вильгельм Телль»[* 4]
- 3 мая 1830 — Нюка (танец рабыни* в последнем акте балета Жана-Пьера Омера «Манон Леско», музыка Фроманталя Галеви

Берлин
- май 1830 — «Новая амазонка»*

Лондон
- 3 июня 1830 — Флора, «Зефир и Флора» Шарля-Луи Дидло (возобновление Альбера, он же исполнил роль Зефира)

Парижская Опера
- 30 августа 1830 — вставное pas de deux в опере «Фернандо Кортес» (партнёр — Жюль Перро)
- 13 октября 1830 — Золое, «Бог и баядерка, или Влюблённая куртизанка»*, опера-балет на музыку Даниэля-Франсуа Обера, сценарий Эжена Скриба
- 14 марта 1831 — Флора, «Зефир и Флора» Шарля-Луи Дидло (Зефир — Жюль Перро)
- 21 ноября 1831 — Призрак аббатисы Елены (танцы монахинь-призраков*), премьера оперы Джакомо Мейербера «Роберт-Дьявол»
- 12 марта 1832 — Сильфида, «Сильфида»* на музыку Жана-Мадлена Шнейцхоффера (Джеймс — Жозеф Мазилье)
- 7 ноября 1832 — Натали, «Натали, или Швейцарская молочница»*[* 5]
- 4 декабря 1833 — Зюльма, «Восстание в серале»* на музыку Теодора Лабарра (Измаил — Жозеф Мазилье)

Лондон
- 21 июня 1834 — «Охота нимф» на музыку Даниэля-Франсуа Обера

#### Парижская Опера
- 8 апреля 1835 — Брезилья, «Брезилья, или Племя женщин»* на музыку Венцеля фон Галленберга (Замора — Жозеф Мазилье), «Романеска», танцевальний дивертисмент в опере Д.-Ф. Обера «Густав III, или Бал-маскарад» (партнёр — Огюст Вестрис)
- 21 сентября 1836 — Флёр де Шан, «Дева Дуная»* на музыку Адольфа Адана

#### Большой театр, Санкт-Петербург
- 23 ноября 1838 — Гитана, «Гитана, испанская цыганка»* (Фредерик — Николай Гольц)
- 1838 — Миранда, «Миранда, или Кораблекрушение»*
- 1839 — «Креолка»*
- 22 ноября 1839 — графиня Анжела, «Тень»* на музыку Людвига Маурера (рыцарь Лоредан — Николай Гольц)
- 1840 — «Озеро волшебниц»*
- 5 февраля 1840 — «Морской разбойник»* на музыку Адольфа Адана
- 30 января 1841 — Аглая, «Аглая, воспитанница Амура»* на музыку Келлера
- 1841 — Дая, «Дая, или Португальцы в Индии»* на музыку Келлера
- 26 февраля? 1842 — Герта, «Герта, или Царица эльфрид»* на музыку Келлера (партнёр — Христиан Иогансон)

#### Королевский театр в Хеймаркете, Лондон
- 12 июля 1845 — Pas de Quatre Жюля Перро, (вместе с Карлоттой Гризи, Фанни Черрито и Люсиль Гран)
- 24 июля 1845 — «Диана» Жюля Перро (он же исполнил роль Эндимиона)
- 23 июля 1846 — Геба, «Суд Париса» Жюля Перро (Парис — Артур Сен-Леон, Венера — Фанни Черрито, Минерва — Люсиль Гран)